# Schwarzer Peter (Oper)
Schwarzer Peter ist eine Oper für kleine und große Leute nach dem niederdeutschen Märchen Erica von Heinrich Traulsen, bearbeitet von Wilhelm Wisser.  Das Libretto stammt von Walter Lieck, die Musik von Norbert Schultze. Das bekannteste Stück daraus ist das Duett der Königskinder „Ach, ich hab in meinem Herzen da drinnen...“, welches später im Film Der fröhliche Wanderer in ein Tenorsolo (mit Kinderchor) für Rudolf Schock umgearbeitet wurde.
Die Uraufführung fand am 6. Dezember 1936 in der Hamburgischen Staatsoper statt.

## Handlung
Der arme König Hans und der zu Wutanfällen neigende mächtige König Klaus wohnen beide Haus an Haus. Sie wünschen sich einen Sohn als Erben für den Königsthron. Ein weiser Mann sagt ihnen, in den Sternen stehe geschrieben, heute Nacht zwischen zwei und sieben werde ihnen der Storch ein Kind bringen. Um die Zeit bis dahin zu vertreiben, spielen die Könige mit dem Spielmann das Kartenspiel „Schwarzer Peter“. Tatsächlich bekommen die Frauen beider Könige in der Nacht ein Kind. König Klaus lästert über König Hans, denn dieser werde ja sicherlich „nur“ eine Tochter bekommen, die dann sein Sohn heiraten könne. Doch es kommt zur Verärgerung des Königs Klaus genau andersherum. Der arme König Hans erhält einen Sohn Roderich und Klaus eine Tochter, die er Erika statt Erich nennt. Voller Wut vertreibt Klaus den König Hans mit dessen Familie aus dem Königreich. Hans lässt sich in der Heide nieder, sein Sohn Roderich wird ein junger Mann, der sich mit Besenbinden Geld verdient.
Eines Tages, als Roderich wieder einmal aus Erikakraut Besen bindet, überrascht ihn ein Gewitter. Er findet ein verstört umherirrendes Mädchen, das sich verlaufen hat, weil seine Kutsche im Schlamm steckengeblieben ist und es ein Stück laufen wollte. Roderich beschützt das verängstigte Mädchen vor dem Gewitter. Beide warten im hohen Heidekraut, bis das Gewitter vorüber ist. Zum Abschied lässt sich das Mädchen – es ist Erika – von Roderich zeigen, was er in der Heide macht. Er zeigt ihr seine Besen. Erika meint, dass es keine Besen seien, sondern Blumen, da an den Zweigen lauter Blüten wären. Roderich schenkt Erika seine Erikazweige, und beide verlieben sich ineinander und singen das bekannte Duett „Ach ich hab in meinem Herzen“.
Kurz danach zieht der Spielmann mit Kindern in die Heide und trifft dort den König Hans. Er erzählt ihm, dass sein Herr, der König Klaus, die Hochzeit seiner Tochter Erika vorbereite und beim Hausputz sämtliche Besen in Mitleidenschaft gezogen seien. Hans verspricht, am nächsten Tag seinen Sohn Roderich mit neuen Besen ins Schloss zu schicken.
Erika hat sich inzwischen etwas Besonderes ausgedacht: Nur derjenige solle ihr Mann werden, der ihr die schönsten Blumen bringe. Die Begegnung zwischen Roderich und Erika war dadurch nahezu vorprogrammiert, und beide wollen heiraten. Als König Klaus aber erfährt, dass Erika sich einen Besenbinder zum Manne ausgesucht hat, jagt er sie aus dem Haus.
Nach dem Zureden des Spielmanns gestattet König Klaus, dass sich Erika dasjenige, was ihr am liebsten sei, mit aus dem Haus nehmen dürfe. Sie entscheidet sich natürlich für ihren Vater, der nach dem Trinken von Grog todmüde nicht merkt, dass man ihn auf einem Wagen in die Heide bringt. Als er dort am nächsten Morgen aufwacht, wird ihm bewusst, was er Schlimmes getan hat. Er versöhnt sich wieder mit seiner Tochter und dem im Exil lebenden König Hans. Ihre Kinder heiraten, und wenn sie nicht gestorben sind, spielen beide Könige mit dem Spielmann noch heute „Schwarzer Peter“.

## Musik
Musikalisch erschließt sich das Werk auch dem ungeübten Opernhörer sehr leicht. Viele Melodien sind im volksliedhaften Ton gehalten und sehr einprägsam. Als Höhepunkte seien – neben dem bereits in der Einleitung erwähnten Duett der Königskinder, das von den Melodien der Oper den größten Bekanntheitsgrad erlangt hat –  hervorgehoben:
- Quartett von Sterndeuter, König Hans, König Klaus und Spielmann: In den Sternen steht geschrieben
- Terzett des Spielmanns mit den beiden Königen: Schwarzer Peter spiel ich gern
- Wiegenlied des Spielmanns: Kindchen, sieh nur die Welt ist schön
- Arie der Erika: Ach, ich habe mich verlaufen
- Lied des Spielmanns mit dem Kinderchor: Wenn wir wandern
- Lied der Erika (Wiederholung der Melodie des Duetts der Königskinder): Der, der mir die schönsten Blumen kann geben
- Lied des Königs Klaus: Ach, dieser Ärger macht mich ganz krank
- Duett zwischen Spielmann und König Klaus: Einen Durst hab ich für zehn
- Chor des Volkes: Juchheißa, juchheißa, das Leben ist schön

## Verfilmung
- ZDF; 1966; Regie:  Joachim Hess; Darsteller: Toni Blankenheim, Manfred Lichtenfeld, Peter Roth-Ehrang, Claudio Nicolai, Harald Axtner, Doris Herbert und Theo Lingen.

## Tonträger
- Gesamtaufnahme mit Grit van Jüten, Martha Mödl, Brigitte Mira, Theo Altmeyer, Barry McDaniel, Gerd Vespermann, Willy Schneider, Kölner Rundfunkorchester unter der Leitung des Komponisten (Doppel-CD beim Label Koch Schwann Nr. B000025PXA)
- Großer Querschnitt mit Heinz Hoppe, Toni Blankenheim, Hermann Prey, Hans-Joachim Kulenkampff, Gerhard Unger, Anneliese Rothenberger, Alice Oelke, dem Rias Kammerchor, den Schöneberger Sängerknaben und dem FFB-Orchester unter der Leitung des Komponisten (CD beim Label  Emi Classics - EMI Electrola Nr. 724357555128, auch als LP erhältlich)

## Weblink
- Informationen zum Fernsehfilm